# Carcinoma inflamatório da mama
O carcinoma inflamatório da mama é um dos tipos mais agressivos de cancro da mama. Pode ocorrer em mulheres de qualquer idade e, embora de forma extremamente rara, também em homens. É denominado inflamatório porque se apresenta frequentemente com com sintomas que se assemelham aos de uma inflamação. Apesar do nome, está ainda em investigação se a inflamação contribui ou não para o desenvolvimento de cancro inflamatório. No entanto, pode manifestar sinais e sintomas variados, frequentemente sem tumores detectáveis, sendo por isso indetectável em mamografias ou ecografias.
Os sintomas mais comuns são o inchaço de aparecimento súbito, por vezes associado a alterações cutâneas e retração do mamilo. Entre outros sintomas estão o súbito aumento do tamanho da mama, vermelhidão, prurido persistente e pele quente ao toque. No início, o cancro inflamatório da mama assemelha-se à mastite. Apenas 50-75% dos casos manifestam esta apresentação típica. Os sintomas podem ser completamente atípicos, como trombose venosa.
O cancro inflamatório é responsável apenas por uma pequena percentagem dos casos de cancro da mama – 1 a 6% nos Estados Unidos – e muitas vezes diagnosticado em mulheres jovens, embora a idade média de diagnóstico não seja muito diferente da de outros tipos de cancro da mama (em média 57 anos). Recent advances in therapy have improved the prognosis considerably and at least one third of women will survive the diagnosis by 10 years or longer.